# Altair (film)
Altair è un film del 1956 diretto da Leonardo De Mitri.

## Trama
Napoli. Nell'accademia militare dell'Aeronautica di Nisida inizia un nuovo corso che vede tra le nuove reclute chiamate "pulcini": Giorgio, costretto dal padre dopo che ha sperperato milioni al tavolo da gioco; De Montel figlio di un generale, Mario che vuole seguire le orme del padre morto in combattimento; Antonio che si dichiara napoletano mentre viene dalla provincia e Ugo che viene dal nord.
Giorgio soffre della rigida vita militare dalla quale cerca sempre di sfuggire mentre gli altri sono interessati alla carriera. Durante una licenza De Montel conosce Luisa, sorella di Giorgio che è tornato al tavolo da gioco in borghese. Il capitano lo mette agli arresti e lui convince la camerata che è stato Mario a fare la spia e che bisogna isolarlo.
Giorgio incontra più volte Elena, una hostess, grazie alla quale inizia a capire l'importanza di un impegno non solo affettivo. De Montel scopre di avere un cuore debole che non gli permette di continuare la vita militare e Mario deluso dall'isolamento in cui si trova pensa di lasciare la divisa e tornare a lavorare nella tabaccheria della madre. Quando dopo mesi Giorgio scopre l'innocenza di Mario si reca da lui per scusarsi e convincerlo a tornare all'Accademia, viene anche a sapere che Elena è appena morta in un incidente aereo.
Finisce l'anno accademico, De Montel è costretto a lasciare per i problemi di salute mentre gli altri si sono guadagnati il distintivo di pilota. Al momento dei saluti Giorgio confessa di voler restare nel corpo fino a diventare generale e Mario regala il suo distintivo a De Montel che parte accompagnato da Luisa.

## Produzione
Il film è stato prodotto e distribuito dalla Cines e vide l'attiva partecipazione dell'Aeronautica Militare. 
Si tratta di un esempio di melodramma sentimentale strappalacrime (in seguito indicato dalla critica con il termine neorealismo d'appendice), filone molto in voga tra il pubblico italiano in quel periodo.
In questo film Antonella Lualdi è doppiata da Lydia Simoneschi tranne che nella seconda scena in cui invece ha la voce di Maria Pia Di Meo.
Inizialmente annunciato col titolo Altair, primo amore, fu editato solamente come Altair.
Fu il primo film a colori realizzato dal regista.

## Distribuzione
Il film venne distribuito nel circuito cinematografico italiano il 9 febbraio del 1956.
Venne in seguito distribuito anche in Spagna, il 27 giugno del 1960 con il titolo Cadetes del Aire.